# Mezoregion Nordeste Paraense

Mezoregion Nordeste Paraense

Mezoregion NordesteParaense – mezoregion w brazylijskim stanie Pará, skupia 49 gmin zgrupowanych w pięciu mikroregionach. Liczy 83.553,5 km² powierzchni.

## Mikroregiony
- Bragantina
- Cametá
- Guamá
- Salgado
- Tomé-Açu